# ヴェルトクラッセチューリッヒ
ヴェルトクラッセチューリッヒ（Weltklasse Zurich）は、スイス・チューリッヒのレッツィグルンド・シュタディオンで毎年開催される陸上競技大会。1928年創設。2010年以降ダイヤモンドリーグを構成する大会である。近年の開催日程はオリンピック・世界選手権後の8月か9月初めであり、メダリストや有力選手が多数出場する。非選手権大会で世界最高の大会と評価するオリンピックメダリストもいる大会である。日本ではチューリッヒ国際、ダイヤモンドリーグ・チューリッヒ大会、DLチューリッヒなどとも表記される。
1928年8月12日に第1回大会が行われて、パーヴォ・ヌルミらが出場した。1998年から2009年までの間はIAAFゴールデンリーグの一大会として実施された。2003年時点の大会予算は580万スイス・フランで350万スイス・フランが選手に充てられていた。2010年のダイヤモンドリーグ開始以降はメモリアルヴァンダムとともにその最終戦として開催され、この大会で決定した種目別年間優勝者にダイヤモンドトロフィーが授与される。ダイヤモンドトロフィーはチューリッヒのバーンホフ通りにあるバイヤー・クロノメトリー社が制作している。男女砲丸投は他種目の前日に日程が組まれ、現在はチューリッヒ中央駅を会場に競技が行われる。この大会でこれまでに25の世界記録が誕生した。

## 世界記録・各種記録

### 世界記録
| 年月日        | 選手                                                               | 種目         | 記録       |
| ------------- | ------------------------------------------------------------------ | ------------ | ---------- |
| 1959年7月7日  | マルチン・ラウアー                                                 | 110mハードル | 13秒2      |
| 1959年7月7日  | マルチン・ラウアー                                                 | 200mハードル | 22秒5      |
| 1960年6月21日 | アルミン・ハリー                                                   | 100m         | 10秒0      |
| 1969年7月4日  | ウィリー・ダベンポート                                             | 110mハードル | 13秒2      |
| 1973年7月6日  | ロドニー・ミルバーン                                               | 110mハードル | 13秒1      |
| 1975年8月20日 | ファイナ・メルニク                                                 | 円盤投       | 70,20 m    |
| 1979年8月15日 | セバスチャン・コー                                                 | 1500m        | 3分32秒03  |
| 1980年8月13日 | タチアナ・カザンキナ                                               | 1500m        | 3分52秒47  |
| 1981年8月19日 | セバスチャン・コー                                                 | 1マイル      | 3分48秒53  |
| 1981年8月19日 | レナルド・ニアマイア                                               | 110mハードル | 12秒93     |
| 1984年8月22日 | エベリン・アシュフォード                                           | 100m         | 10秒76     |
| 1985年8月21日 | メアリー・スレーニー＝デッカー                                     | 1マイル      | 4分16秒71  |
| 1988年8月17日 | ブッチ・レイノルズ                                                 | 400m         | 43秒29     |
| 1988年8月17日 | カール・ルイス                                                     | 100m         | 9秒93      |
| 1989年8月16日 | ロジャー・キングダム                                               | 110mハードル | 12秒92     |
| 1991年8月7日  | マイク・マーシュ/リロイ・バレル /デニス・ミッチェル/カール・ルイス | 4×100m       | 37秒67     |
| 1992年8月19日 | モーゼス・キプタヌイ                                               | 3000mSC      | 8分2秒08   |
| 1995年8月16日 | モーゼス・キプタヌイ                                               | 3000mSC      | 7分59秒18  |
| 1995年8月16日 | ハイレ・ゲブレセラシエ                                             | 5000m        | 12分44秒39 |
| 1996年8月14日 | スベトラーナ・マステルコワ                                         | 1マイル      | 4分12秒56  |
| 1997年8月13日 | ウィルソン・ボイト・キプケテル                                     | 3000mSC      | 7分59秒08  |
| 1997年8月13日 | ウィルソン・キプケテル                                             | 800m         | 1分41秒24  |
| 1997年8月13日 | ハイレ・ゲブレセラシエ                                             | 5000m        | 12分41秒86 |
| 2006年8月18日 | アサファ・パウエル                                                 | 100m         | 9秒77      |
| 2009年8月28日 | エレーナ・イシンバエワ                                             | 棒高跳       | 5m06       |

### 同種目優勝回数
| 勝利数 | 選手                   | 種目    |
| ------ | ---------------------- | ------- |
| 12     | マリア・ムトラ         | 800m    |
| 8      | ヒシャム・エルゲルージ | 1500m   |
| 7      | ラルス・リーデル       | 円盤投  |
| 6      | モーゼス・キプタヌイ   | 3000mSC |
| 5      | マイク・コンリー       | 三段跳  |

### 優勝回数
| 勝利数 | 選手                     |
| ------ | ------------------------ |
| 12     | マリア・ムトラ           |
| 9      | イレーナ・シェビンスカ   |
| 8      | カール・ルイス           |
| 8      | マリーン・オッティ       |
| 8      | セルゲイ・ブブカ         |
| 8      | マリオン・ジョーンズ     |
| 8      | ヒシャム・エルゲルージ   |
| 7      | マイケル・ジョンソン     |
| 7      | ラルス・リーデル         |
| 6      | エベリン・アシュフォード |
| 6      | カルヴィン・スミス       |
| 6      | ウェルナー・ギュンター   |
| 6      | ヌールディン・モルセリ   |
| 6      | モーゼス・キプタヌイ     |
| 6      | ゲイル・ディバース       |
| 5      | ドワイト・ストーンズ     |
| 5      | スティーブ・ウィリアムス |
| 5      | エドウィン・モーゼス     |
| 5      | セバスチャン・コー       |
| 5      | グレッグ・フォスター     |
| 5      | サイド・アウィータ       |
| 5      | マイク・コンリー         |
| 5      | ハイレ・ゲブレセラシエ   |

## 大会記録

### 男子
| 種目         | 記録                            | 選手                                                                      | 国籍             | 年月日                      |        |
| ------------ | ------------------------------- | ------------------------------------------------------------------------- | ---------------- | --------------------------- | ------ |
| 100m         | 9秒76 (+1.4)                    | ヨハン・ブレーク                                                          | ジャマイカ       | 2012年8月30日               | [ 7 ]  |
| 200m         | 19秒66 (0.0)                    | ウサイン・ボルト                                                          | ジャマイカ       | 2012年8月30日               | [ 8 ]  |
| 400m         | 43秒29                          | ブッチ・レイノルズ                                                        | アメリカ合衆国   | 1988年8月17日               | [ 9 ]  |
| 800m         | 1分41秒24                       | ウィルソン・キプケテル                                                    | デンマーク       | 1997年8月13日               | [ 10 ] |
| 1500m        | 3分26秒45                       | ヒシャム・エルゲルージ                                                    | モロッコ         | 1998年8月12日               | [ 11 ] |
| １マイル     | 3分45秒19                       | ヌールディン・モルセリ                                                    | アルジェリア     | 1995年8月16日               | [ 12 ] |
| 3000m        | 7分32秒54                       | サイド・アウィータ                                                        | モロッコ         | 1986年8月13日               |        |
| 5000m        | 12分41秒86                      | ハイレ・ゲブレセラシエ                                                    | エチオピア       | 1997年8月13日               | [ 10 ] |
| 110mハードル | 12秒92 (-0.1)                   | ロジャー・キングダム                                                      | アメリカ合衆国   | 1989年8月16日               | [ 13 ] |
| 400mハードル | 46秒92                          | カールステン・ワーホルム                                                  | ノルウェー       | 2019年8月29日               |        |
| 3000mSC      | 7分56秒54                       | サイフ・サイード・シャヒーン                                              | カタール         | 2006年8月18日               | [ 14 ] |
| 走高跳       | 2m40                            | チャールズ・オースチン                                                    | アメリカ合衆国   | 1991年8月7日                | [ 15 ] |
| 棒高跳       | 6m05                            | アルマンド・デュプランティス                                              | スウェーデン     | 2021年9月9日                |        |
| 走幅跳       | 8m60 (+1.5)                     | イバン・ペドロソ                                                          | キューバ         | 1995年8月16日               |        |
| 三段跳       | 17m80 (+0.1)                    | クリスチャン・テイラー                                                    | アメリカ合衆国   | 2016年9月1日                |        |
| 砲丸投       | 22m60                           | トーマス・ウォルシュ                                                      | ニュージーランド | 2018年8月30日               |        |
| 円盤投       | 71m12                           | ウィルギリウス・アレクナ                                                  | リトアニア       | 2000年8月11日               |        |
| ハンマー投   | 83m24                           | アンドレイ・アブドゥバリエフ                                              | ウズベキスタン   | 1994年8月17日               |        |
| やり投       | 92m28 （現行） 94m42 （旧規格） | レイモンド・ヘクト ウベ・ホーン                                           | ドイツ 東ドイツ  | 1996年8月14日 1985年8月21日 |        |
| 4×100mリレー | 37秒45                          | トレル・キモンズ ウォーレス・スピアモン タイソン・ゲイ マイク・ロジャース | アメリカ合衆国   | 2010年8月19日               | [ 16 ] |

### 女子
| 種目         | 記録                            | 選手                                                                                                  | 国籍             | 年月日                     |        |
| ------------ | ------------------------------- | --- | ---------------- | -------------------------- | ------ |
| 100m         | 10秒76 (+1.7)                   | エベリン・アシュフォード                                                                              | アメリカ合衆国   | 1984年8月22日              | [ 17 ] |
| 200m         | 21秒66 (−1.0)                   | マリーン・オッティ                                                                                    | ジャマイカ       | 1990年8月15日              | [ 18 ] |
| 400m         | 48秒86                          | ヤルミラ・クラトフビロバ                                                                              | チェコスロバキア | 1982年8月18日              |        |
| 800m         | 1分54秒01                       | パメラ・ジェリモ                                                                                      | ケニア           | 2008年8月29日              | [ 19 ] |
| 1000m        | 2分32秒70                       | Jolanta Januchta                                                                                      | ポーランド       | 1981年8月19日              |        |
| 1500m        | 3分52秒47                       | タチアナ・カザンキナ                                                                                  | ソビエト連邦     | 1980年8月13日              |        |
| 1マイル      | 4分12秒56                       | スベトラーナ・マステルコワ                                                                            | ロシア           | 1996年8月14日              | [ 20 ] |
| 3000m        | 8分22秒34                       | アルマズ・アヤナ                                                                                      | エチオピア       | 2015年9月3日               |        |
| 5000m        | 14分09秒52                      | ベアトリス・チェベト                                                                                  | ケニア           | 2024年9月5日               |        |
| 100mハードル | 12秒39 (-0.7)                   | ゲイル・ディバース                                                                                    | アメリカ合衆国   | 2000年8月11日              | [ 21 ] |
| 400mハードル | 52秒84                          | キム・バッテン                                                                                        | アメリカ合衆国   | 1998年8月12日              | [ 22 ] |
| 3000mSC      | 8分55秒29                       | ルース・ジェベト                                                                                      | ブルネイ         | 2017年8月24日              |        |
| 走高跳       | 2m04                            | ヘストリー・クルーテ                                                                                  | 南アフリカ共和国 | 2004年8月6日               |        |
| 走高跳       | 2m04                            | ヴェネリナ・ヴェネヴァ・メティーヴァ                                                                  | ブルガリア       | 2006年8月18日              |        |
| 走高跳       | 2m04                            | ブランカ・ブラシッチ                                                                                  | クロアチア       | 2007年9月7日               |        |
| 棒高跳       | 5m06                            | エレーナ・イシンバエワ                                                                                | ロシア           | 2009年8月28日              | [ 23 ] |
| 走幅跳       | 7m39 (+0.3)                     | ハイケ・ドレクスラー                                                                                  | 東ドイツ         | 1985年8月21日              |        |
| 三段跳       | 15m03 (0.0)                     | アンナ・ビリュコワ                                                                                    | ロシア           | 1995年8月16日              |        |
| 砲丸投       | 20m98                           | バレリー・アダムス                                                                                    | ニュージーランド | 2013年8月28日              | [ 24 ] |
| 円盤投       | 70m20                           | ファイナ・メルニク                                                                                    | ソビエト連邦     | 1975年8月20日              |        |
| やり投       | 69m57 （現行） 71m40 （旧規格） | クリスティーナ・オーバークフォル ペトラ・フェルケ                                                     | ドイツ 東ドイツ  | 2011年9月8日 1986年8月13日 | [ 25 ] |
| 4×100mリレー | 41秒60                          | シェローン・シンプソン ナターシャ・モリソン エレイン・トンプソン シェリー＝アン・フレーザー＝プライス | ジャマイカ       | 2015年9月3日               |        |